# NA-2653
La  NA-2653  es una carretera local perteneciente a la Red de Carreteras de Navarra que se inicia en PK 57,45 de N-121-B y termina en Amaiur/Maya. Tiene una longitud de 0,32 kilómetros.